# Åsa Mogensen
Åsa Elisabeth Mogensen, ogift Eriksson, född 21 juni 1972, är en svensk tidigare handbollsspelare (vänsternia) och tränare. Hon är Sveriges mesta landslagsspelare med 254 landskamper och näst mesta målgörare med 1108 mål i Sveriges landslag. Hon utsågs till Årets handbollsspelare i Sverige på damsidan säsongerna 1994/1995 och 1997/1998.

## Landslagskarriär
Åsa Mogensen (då Eriksson) debuterade i landslaget 1990 och spelade sin sista landskamp 2005, i en VM-kvalmatch mot Kroatien som förlorades och Sverige tog sig inte till VM. Hon var en stöttepelare i landslaget under 15 år. 2001 var hon en viktig del i "det leende landslagets" succé i Italien VM 2001. Turneringen vid EM 2004 blev ingen framgång för "Peppes tanter". Efter spelarkarriären blev Mogensen, tillsammans med Anna Ljungdahl Rapp, förbundskapten för de svenska ungdomslandslagen årskullarna 88-89 och 90-91.

## Klubblagskarriär
Mogensen har spelat i moderklubben Skånela IF, där hon tog sitt första SM-guld 1992, Larvik HK (Norge) ett år 1992-1993, Sävsjö HK 1993-1996 där hon tog tre SM-guld, Ikast-Bording Elite Håndbold (Danmark) 1996-2001 där karriären hotades av hjärtbesvär, Rocasa Remudas (Spanien) 2001-2002 och Horsens HK  (Danmark) 2002-2005 med utlåning till Ikast Bording 2005. I Horsens HK träffade hon sin blivande make Claus Leth Mogensen som var tränare där.
Karriären avslutades i Levanger HK i Norge där kompisen Mia Hermansson Högdahl var tränare.